# Schlammersdorf

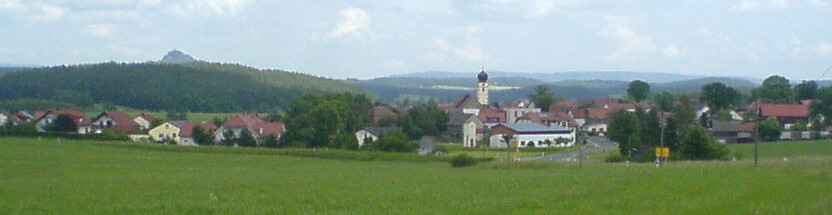
Schlammersdorf

Schlammersdorf ist eine Gemeinde im Oberpfälzer Landkreis Neustadt an der Waldnaab. Die Gemeinde ist Mitglied der Verwaltungsgemeinschaft Kirchenthumbach.

## Geografie
Die Gemeinde liegt in der Planungsregion Oberpfalz-Nord.

### Gemeindegliederung
Es gibt neun Gemeindeteile (in Klammern ist der Siedlungstyp angegeben):
- Ernstfeld (Dorf)
- Haar (Weiler)
- Holzmühle (Einöde)
- Menzlas (Dorf)
- Moos (Dorf)
- Naslitz (Dorf)
- Neumühle (Einöde)
- Schlammersdorf (Pfarrdorf)
- Starkenacker (Einöde)

Es gibt die Gemarkungen Moos und Schlammersdorf.

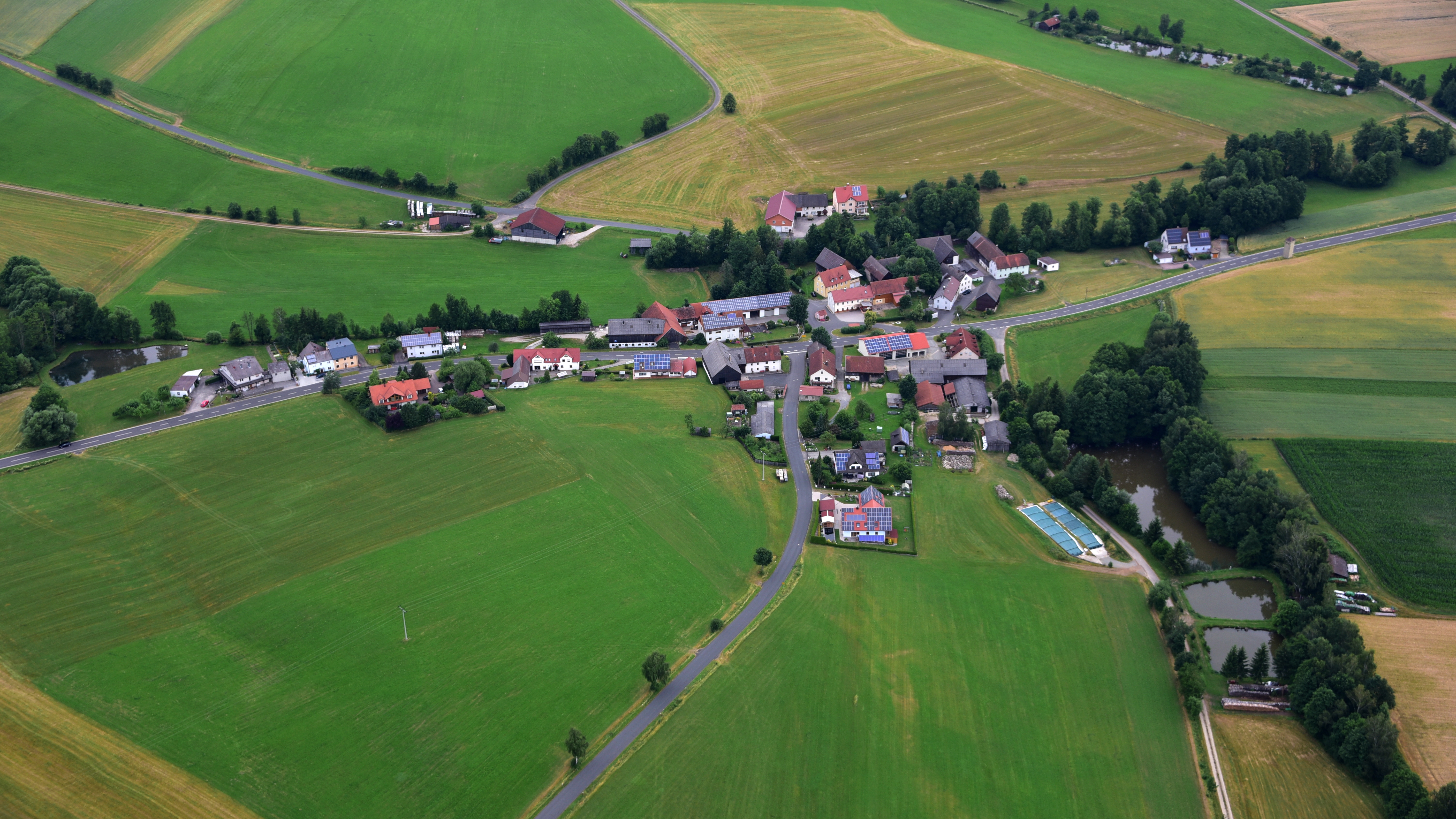
Naslitz, Luftaufnahme (2016)

## Geschichte

### Bis zur Gemeindegründung
Der Ort war Teil des Kurfürstentums Bayern und bildete eine geschlossene Hofmark der Freiherren von Gravenreuth (Schlammersdorfer Linie), vorher der Familie von Schlammersdorf, deren Sitz Schlammersdorf war. Es gab drei Adelssitze in Schlammersdorf. Einer davon war das Schloss nächst der Brauerei Püttner, das restauriert wurde und lange Zeit als Wohnhaus genutzt wurde; früher beherbergte es die Schule. Inzwischen befindet sich auf dem Gelände ein weitläufiger Biergarten der an die örtliche Brauerei angeschlossen ist. Das Gebäude selbst wird aktuell lediglich ab und an zur Besichtigung geöffnet.
Das Adelsgeschlecht der von Schlammersdorf wurde 1309 mit einem „Chvnrad Slamerstorf“ erstmals in einer Ensdorfer Klosterurkunde erwähnt. Der Ort selbst ist schon bedeutend früher in historischen Schriften belegt. Weitere Landsassengüter waren Menzlas und Naslitz, die jetzt zur Gemeinde gehören. Von 1491 bis 1517 besaß Erasmus von Streitberg den Edelsitz Schlammersdorf und Güter in Ernstfeld als pfälzische Lehen.
Im Zuge der Verwaltungsreformen in Bayern entstand mit dem Gemeindeedikt von 1818 die heutige Gemeinde.

### Eingemeindungen
Im Janr 1946 wurde ein Teil der Gemeinde Moos eingegliedert.

### Einwohnerentwicklung
| Jahr      | 1939 | 1950 | 1961 | 1970 | 1987 | 1991 | 1995 | 2000 | 2005 | 2010 | 2015 | 2020 |
| --------- | ---- | ---- | ---- | ---- | ---- | ---- | ---- | ---- | ---- | ---- | ---- | ---- |
| Einwohner | 694  | 784  | 699  | 781  | 775  | 824  | 837  | 858  | 905  | 888  | 876  | 852  |

Zwischen 1988 und 2018 wuchs die Gemeinde von 795 auf 857 um 62 Einwohner bzw. um 7,8 % der Einwohnerzahl.

## Politik

### Bürgermeister
Erster Bürgermeister ist Johannes Schmid (Unparteiische Wählergruppe). Er wurde im Jahr 2020 Nachfolger von Gerhard Löckler (UWG). Dessen Vorgänger im Amt waren wiederum Hubert Schneider und Adam Wiesnet. Letzterer verstarb, während er das Amt innehatte.

### Gemeinderat
Die Wahl im März 2014 ergab diese Sitzverteilung:

- CSU: 5 Sitze
- UWG: 3 Sitze

Diese Sitzverteilung wurde bei der Wahl im März 2020 bestätigt.
In den Gemeinderat zog 2014 erstmals mit Tanja Renner auch eine Frau in das Gremium ein. Auch nach der Wahl 2020 ist sie weiterhin einziges weibliches Mitglied.

### Wappen
|  | Blasonierung: „Geteilt von Schwarz und Gold, oben ein schreitender goldener Löwe, unten drei, zwei zu eins gestellte blaue heraldische Lilien.“ |
|  | |

## Wirtschaft und Infrastruktur

### Wirtschaft einschließlich Land- und Forstwirtschaft
Es gab im Jahr 2021 nach der amtlichen Statistik 127 sozialversicherungspflichtig Beschäftigte am Arbeitsort. Sozialversicherungspflichtig Beschäftigte am Wohnort gab es insgesamt 382. Im verarbeitenden Gewerbe gab es zwei Betriebe, im Bauhauptgewerbe drei Betriebe. Zudem bestanden im Jahr 2020 18 landwirtschaftliche Betriebe mit einer landwirtschaftlich genutzten Fläche von 575 Hektar, davon waren 320 Ackerfläche und 255 Dauergrünfläche.

### Bildung
Es gibt folgende Einrichtungen (Stand: 2022):
- 1 Kindergarten: 67 Kindergartenplätze mit 63 Kindern